# Корита (Любуське воєводство)
Корита (пол. Koryta) — село в Польщі, у гміні Тожим Суленцинського повіту Любуського воєводства.
Населення — 266 осіб (2011).
У 1975-1998 роках село належало до Зеленогурського воєводства.

## Демографія
Демографічна структура станом на 31 березня 2011 року:
|          | Загалом | Допрацездатний вік | Працездатний вік | Постпрацездатний вік |
| -------- | ------- | ------------------ | ---------------- | -------------------- |
| Чоловіки | 130     | 35                 | 83               | 12                   |
| Жінки    | 136     | 32                 | 85               | 19                   |
| Разом    | 266     | 67                 | 168              | 31                   |